# Partia Norodoma Ranariddha
Partia Norodoma Ranariddha – partia polityczna w Kambodży. Założycielem i liderem partii jest książę Norodom Ranariddh, były premier Kambodży (1993–1997).
W ostatnich wyborach parlamentarnych ugrupowanie zdobyło prawdopodobnie 2 mandaty do Zgromadzenia Narodowego.